# Фірсова (присілок)
Фі́рсова (рос. Фирсова) — присілок у складі Абатського району Тюменської області, Росія.
Населення — 76 осіб (2010, 88 у 2002).
Національний склад станом на 2002 рік:
- росіяни — 97 %